# Oniticellus gayeni
Oniticellus gayeni är en skalbaggsart som beskrevs av Biswas och Sankar Chatterjee 1985. Oniticellus gayeni ingår i släktet Oniticellus och familjen bladhorningar. Inga underarter finns listade i Catalogue of Life.